# درگیری روهینگیا

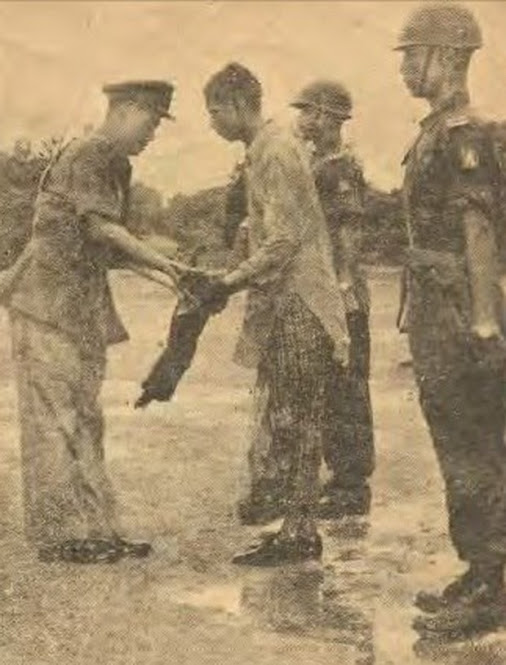
یک مجاهد روهینگیا سلاح خود را به سرتیپ آنگ گی تسلیم می‌کند، ۴ ژوئیه ۱۹۶۱

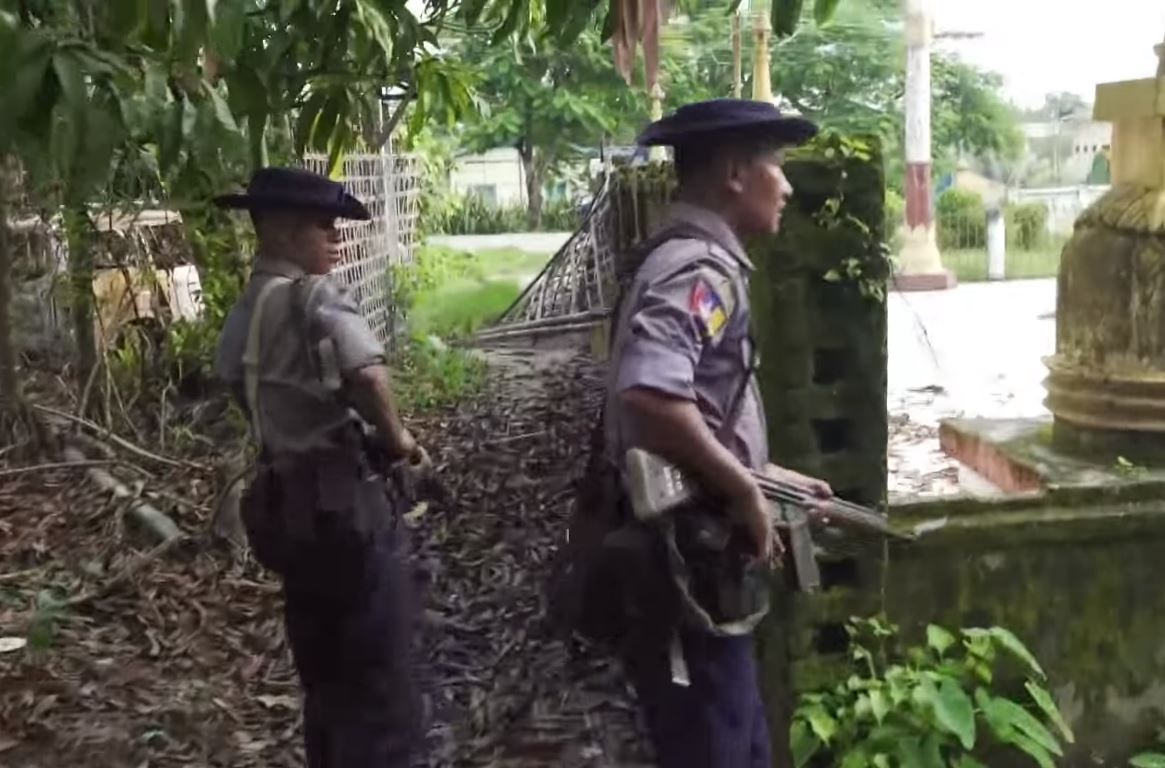
اعضای نیروی پلیس میانمار در حال گشت‌زنی در مائونگداو در سپتامبر ۲۰۱۷.

وضعیت نظامی در میانمار

نقشه پیشروی‌ها در ۷ ژوئن ۲۰۲۴ توسط ارتش آراکان از سال ۲۰۲۳ ساخته شده است.

درگیری روهینگیا یک درگیری مداوم در بخش شمالی ایالت راخین میانمار است (که در گذشته آراکان نامیده می‌شد)، که با خشونت فرقه‌ای بین مسلمانان روهینگیا و جوامع بودایی راخین مشخص می‌شود. سرکوب نظامی غیرنظامیان روهینگیا توسط نیروهای امنیتی میانمار، و حمله‌های ستیزه‌جویان توسط شورشیان روهینگیا در شهرستان‌های بوتیداونگ، ماونگداو، و راثداونگ که هم‌مرز با بنگلادش هستند انجام می‌شود.
در اکتبر ۲۰۱۶، پست‌های مرزی برمه در امتداد مرز بنگلادش-میانمار توسط یک گروه شورشی جدید به نام حرکه‌الیقین مورد حمله قرار گرفت که سبب کشته شدن حداقل ۴۰ جنگجو شد. این نخستین تجدید حیات دوباره درگیری از سال ۲۰۰۱ بود. خشونت دیگر در نوامبر ۲۰۱۶ آغاز شد و تعداد کشته‌شدگان در سال ۲۰۱۶ را به ۱۳۴ رساند. دوباره در ۲۵ اوت ۲۰۱۷، زمانی که ارتش نجات روهینگیا آراکان (حرکه‌الیقین پیشین) حمله‌های هماهنگی را به ۲۴ پست پلیس و یک پایگاه ارتش انجام داد، ۷۱ کشته بر جای گذاشته شد.
سرکوب نظامی متعاقب آن توسط میانمار ، دفتر کمیساریای عالی حقوق بشر سازمان ملل (OHCHR) را بر آن داشت تا این موضوع را بررسی کند و گزارشی را در ۱۱ اکتبر ۲۰۱۷ منتشر کند که در آن جزئیات «فرایند سیستماتیک» ارتش برمه در بیرون راندن صدها هزار روهینگیا از میانمار از طریق اعمال مکرر تحقیر و خشونت» را شرح می‌دهد.
در ۲۳ ژانویه ۲۰۲۰، در موردی که به عنوان پرونده نسل‌کشی روهینگیا شناخته می‌شود، گامبیا (به نمایندگی از سازمان همکاری اسلامی) حکمی علیه میانمار در دادگاه بین‌المللی دادگستری برای اقدامات موقت حمایتی به دست آورد، زیرا دولت متخلف از تعهدهای خود، تعهدهای کنوانسیون نسل‌کشی آن کوتاهی کرده بود.